# Ehrentempel
Ehrentempel („Świątynia Honoru”) – zespół dwóch budowli powstałych w czasach III Rzeszy w 1935 roku w Monachium. Budowle były miejscem pochówku szesnastu członków Narodowosocjalistycznej Niemieckiej Partii Robotników (NSDAP), którzy zginęli w listopadzie 1923 podczas puczu monachijskiego. 9 stycznia 1947 roku oba budynki zostały zniszczone przez żołnierzy armii Stanów Zjednoczonych w ramach denazyfikacji.

## Pierwsze upamiętnienie
8 listopada 1933 Adolf Hitler wygłosił przemówienie dla członków partii w Bürgerbräukeller (w tym miejscu rozpoczął się pucz monachijski), a następnego dnia odsłonięto małą tablicę pamiątkową na południowej stronie Feldherrnhalle. Dwóch policjantów lub członków Schutzstaffel (SS) pełniło straż honorową po obu stronach tablicy, a przechodnie byli zobowiązani do wykonywania hitlerowskiego pozdrowienia.

## Inauguracja
8 listopada 1935 roku zabici uczestnicy puczu zostali ekshumowani i przeniesieni do Feldherrnhalle, gdzie zostali położeni pod szesnastoma kolumnami, na których znajdowały się ich imiona i nazwiska. Następnego dnia, po uroczystym przejściu Adolfa Hitlera kolejno od jednej trumny do drugiej, zostali zniesieni po schodach pomnika i położeni na powozach, a następnie trumny przystrojone flagami III Rzeszy zostały odwiezione do Ehrentempel (autorstwa Paula Ludwiga Troosta) na Königsplatz. Uroczysty przemarsz wiódł przez ulicę pełną ludzi stojących pomiędzy czterystoma kolumnami, na których płonął wieczny płomień. Gdy polegli byli składani do sarkofagów (po osiem w każdej konstrukcji), flagi zostały opuszczone do połowy masztów. Każdy sarkofag zawierał imię i nazwisko poległego.
Kiedy gauleiter Adolf Wagner zmarł w 1944 roku na udar mózgu, został pochowany w odległości jednego metra od północnej świątyni, w przyległym kopcu pomiędzy dwoma obiektami.

## Charakterystyka
Odwiedzający świątynię byli zobowiązani do zachowania ciszy, zdjęcia kapelusza i pilnowania tego, aby dzieci nie biegały po centralnej części budowli. Ehrentempel był wykonany z wapienia, oprócz dachu, który został wykonany ze stali i betonu, a od wewnątrz sufit pokryty został szklaną mozaiką. Piedestał świątyni (który jako jedyny przetrwał do dziś), ma szerokość 70 stóp (trochę ponad 21 metrów). Kolumny miały wysokość 23 stóp (nieco ponad 7 metrów). Waga wszystkich sarkofagów razem wynosiła około 2900 funtów (ponad 1315 kilogramów).

## Po wojnie

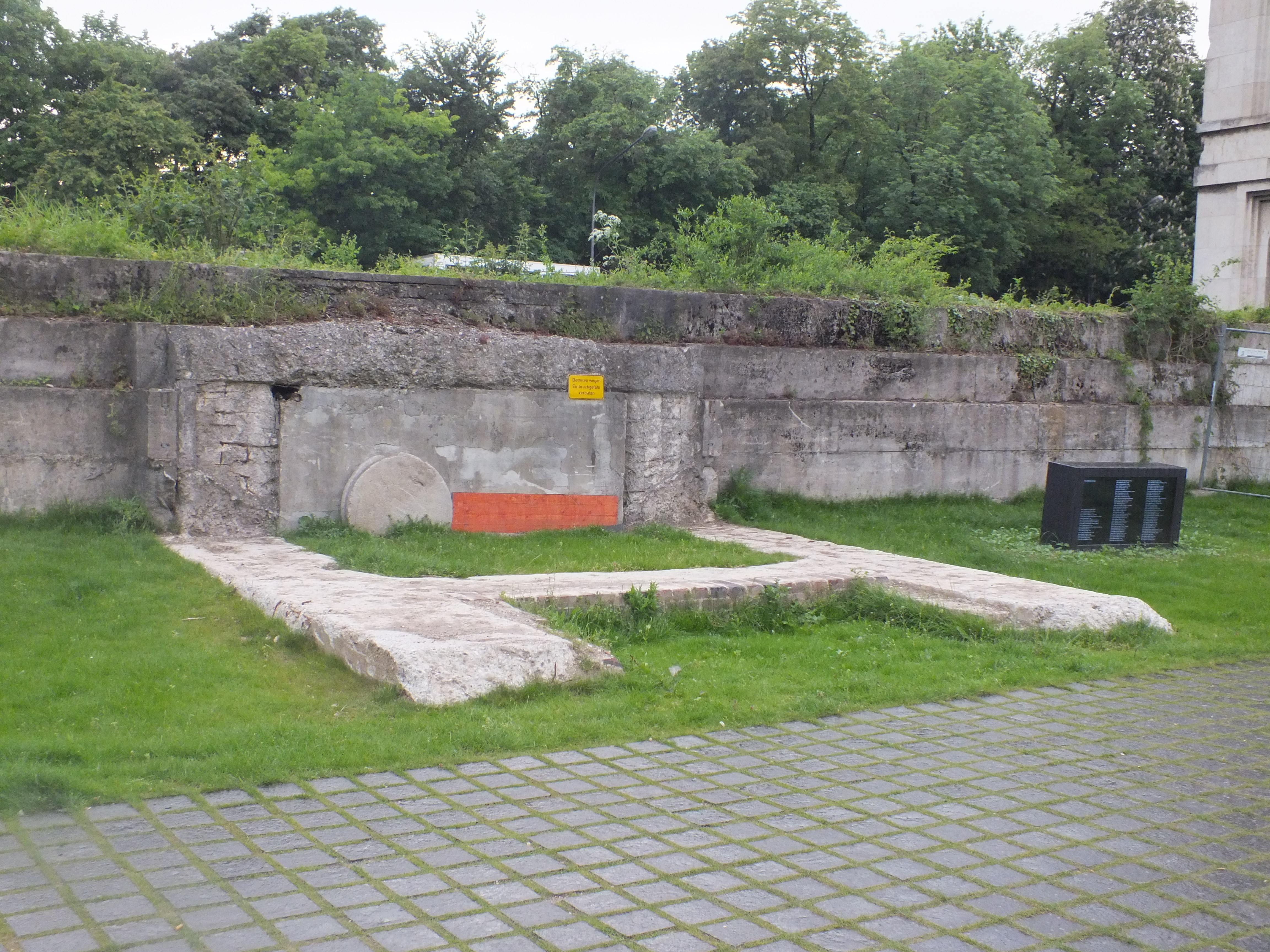
Pozostałości Ehrentempel

5 lipca 1945 żołnierze armii Stanów Zjednoczonych usunęli szczątki nazistów pochowanych z Ehrentempel i skontaktowali się z członkami rodzin zmarłych. Rodziny mogły zdecydować o tym, czy chcą pochować bliskich na cmentarzu w Monachium w anonimowych grobach lub ich rodzinnych grobach albo skremować ich ciała. Resztki kolumn zostały przerobione i wykorzystane jako klocki hamulcowe w miejskich autobusach i jako materiały dla galerii sztuki, które uległy zniszczeniu podczas wojny. Sarkofagi zostały przetopione i wykorzystane do lutowania oraz naprawy torów i linii elektrycznych tramwajów miejskich, które zostały zniszczone podczas wojny.
9 stycznia 1947 górna część budowli została wysadzona w powietrze. Centralna część nadal istniała i wypełniała się wodą podczas opadów deszczu, tworząc w ten sposób swego rodzaju naturalny pomnik. Gdy Niemcy ponownie się zjednoczyły w miejscu budynków planowano stworzyć ogródek piwny, restaurację lub kawiarnię, lecz zaniechano tych planów z powodu rzadkiego rodzaju biotopu tam występującego. Rezultatem tego jest to, że podstawy budynku ocalały i przecinają dzisiaj róg Briennerstraße i Arcisstraße. W 1990 roku odkryto piwnicę ukrytą pod budowlami (nie była ona znana Amerykanom). W 2007 roku umieszczono małą tablicę wyjaśniającą jej funkcję.

## Pochowani w Ehrentempel
| - Felix Alfarth - Andreas Bauriedl - Theodor Casella - William Ehrlich - Martin Faust - Anton Hechenberger - Oskar Körner - Karl Kuhn - Karl Laforce |  | - Kurt Neubauer - Klaus von Pape - Theodor von der Pfordten (ur. 1873), radca Sądu Najwyższego Bawarii - Johann Rickmers - Max Erwin von Scheubner-Richter (ur. 1884), kwatermistrz Narodowosocjalistycznej Niemieckiej Partii Robotników - Lorenz Ritter von Stransky (ur. 1890), inżynier - Adolf Wagner (pochowany pomiędzy budynkami w 1944). - Wilhelm Wolf |